# Concierto para violín y orquesta (Nielsen)

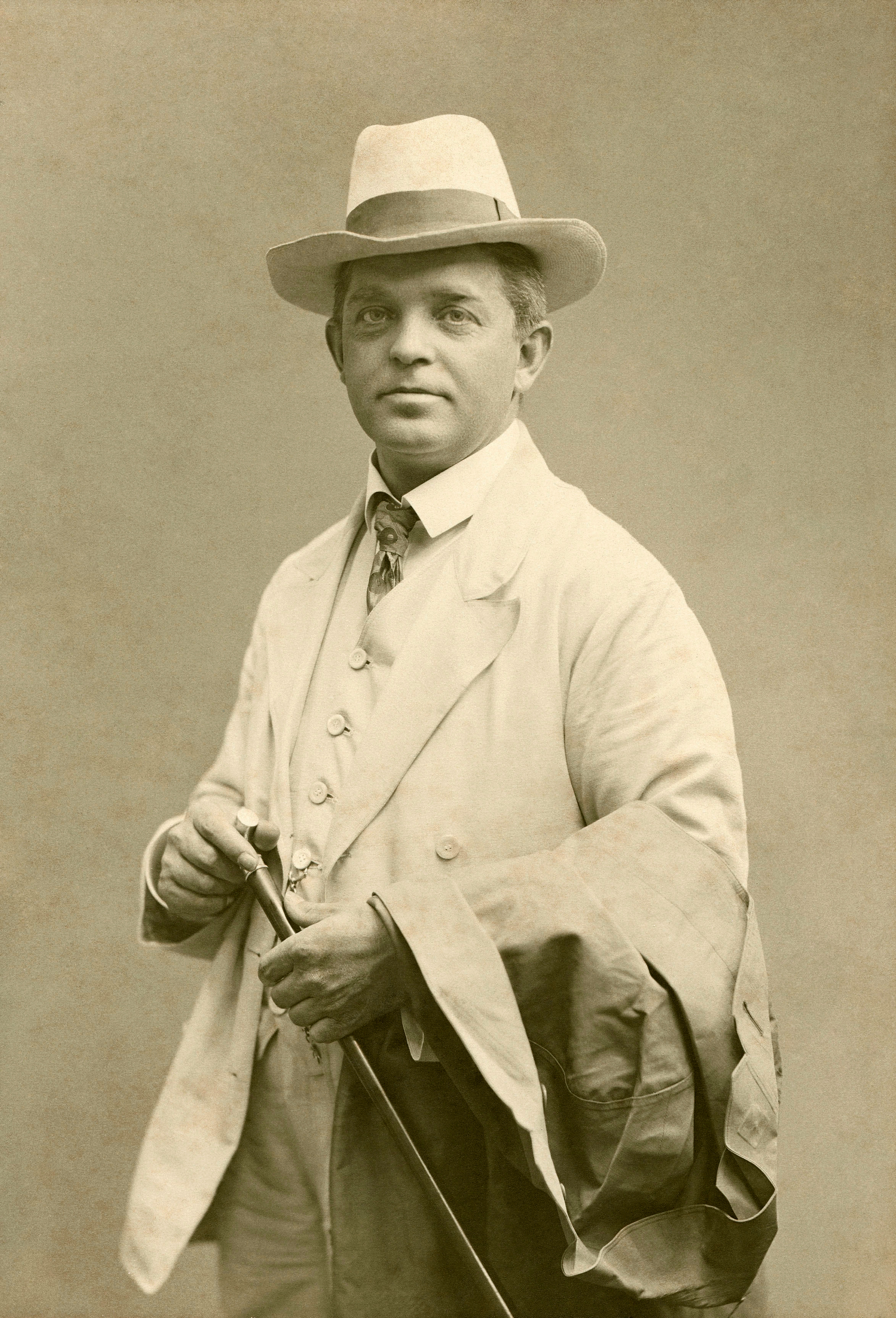
Carl Nielsen c. 1908

El Concierto para violín y orquesta op. 33 de Carl Nielsen es una composición datada en el año 1911.

## Génesis
El Concierto para violín fue compuesto por Carl Nielsen en 1911. El propio autor le dio la noticia a un amigo suyo, el poeta Max Brod, en una carta: «Así que escribí un concierto para violín. Toco el violín y desde hace veinticinco años pienso casi todos los años en escribir un concierto para este instrumento», De hecho, al igual que su contemporáneo Jean Sibelius, el compositor danés era un hábil violinista al que con frecuencia le encantaba tocar en un cuarteto; además, había comenzado a dedicarse a la producción de cuartetos desde muy joven y su encuentro con Niels Gade se produjo en 1883 cuando quiso presentarle un cuarteto recién compuesto. La dificultad de abordar el concierto para violín de Nielsen no dependía, por tanto, de un desconocimiento de los recursos técnicos del instrumento, ni mucho menos. Quizás su genio creativo se vio frenado de alguna manera por la solución de problemas formales que obstaculizaron el libre flujo de ideas y dejaban al compositor insatisfecho, o quizás fue la presión de las expectativas del público lo que le inhibió la inspiración pero esta segunda hipótesis parece poco probable en un compositor como Nielsen que pretendía escribir música según su estilo original y personal, sin buscar el fácil aplauso del público. Ciertamente, Nielsen contó en la redacción del concierto con la ayuda del violinista de origen húngaro Emil Telmányi, que más tarde se convertiría en su yerno, el cual le proporcionó preciosas indicaciones en la elaboración de la parte solista El estreno del Concierto para violín tuvo lugar el 28 de febrero de 1912 en Copenhague bajo la dirección del autor, mientras que la parte solista corrió a cargo del violinista danés Peder Møller Posteriormente, otros violinistas eminentes tocaron al concierto, entre ellos el propio Telmányi, Carl Flesch, Tibor Varga y Yehudi Menuhin Curiosamente, Nielsen se habría sumado a la lista de grandes compositores, entre ellos Beethoven, Schumann, Brahms, Chajkovski, Dvořák, Sibelius, Stravinsky, Schönberg, Berg, Walton, Britten, Barber y William Schuman, que escribirían un único concierto para violín, dando lugar a una verdadera tradición.

## Estructura
Al igual que Sibelius, al componer su concierto para violín, Nielsen demuestra su capacidad para abordar la forma y el lenguaje románticos, empleando elementos de la tradición del violín europeo sin renunciar a su propia personalidad musical. El compositor danés revela su propia originalidad al dividir la composición en dos movimientos (en lugar de los tres tradicionales Allegro - Adagio - Allegro), cada uno de los cuales se divide en un tramo lento y otro más rápido que se suceden sin interrupción.
- I. Praeludium. Largo - Allegro cavalleresco - Più presto

En el primer movimiento, la sección introductoria en tempo lento está indicada como preludio y puede recordar la primera parte del primer movimiento de la Quinta Sinfonía, recordando a su vez la idea de un preludio. La siguiente sección de tempo más animado está dominada por el principio de tonalidad progresiva. Este principio revela la existencia de alguna relación entre Nielsen y el impresionismo; pero no del impresionismo francés continental (que se encuentra en Pan y Syrinx) sino el llamado impresionismo celta-insular (particularmente el inglés) precisamente para aclarar la adhesión más física y orgánica a la realidad natural, a su proyección arcaica y material.
- II. Poco adagio - Rondò. Allegretto scherzando

En el segundo movimiento, no muy diferente del primero, el solista está acompañado por una orquesta que, a pesar de ser de gran formato, a veces le parece al oyente tener dimensiones camerísticas, tal vez en una anticipación del creciente interés por las sonoridades puras que se encontrará más adelante en la Sexta Sinfonía. En la sección final, Nielsen combina con un raro sentido de armonía las diversas formas de cambios de expresión (de melancólicas y sentimentales, a atrevidas e incluso desenfrenadas) de un espíritu voluble y caprichoso.

## Discografía parcial
- Jonathan Carney; Orquesta Sinfónica de Bournemouth, Kees Bakels (Naxos)
- Cho Liang Lin; Orquesta Sinfónica de la Radio Sueca, Esa Pekka Salonen (Sony BMG)
- Dong Suk Kang; Orquesta Sinfónica de Gotemburgo, Myung-Whun Chung (BIS)
- Vilde Frang; Orquesta Sinfónica Nacional Danesa, Eivind Gullberg Jensen (EMI)
- Henrik Hannisdal; Orquesta de la Radio Noruega, Terje Mikkelsen (Finland Records)
- Kim Sjögren; Orquesta Sinfónica de la Radio Danesa, Michael Schønwandt (Chandos)
- Arve Tellefsen, Orquesta Sinfónica de la Radio Danesa, Herbert Blomstedt (EMI)
- Emil Telmanyi; Orquesta Real Danesa, Egisto Tango (Danacord)
- Maxim Vengerov; Orquesta Sinfónica de Chicago, Daniel Barenboim (Teldec)